# XXVII emendamento della Costituzione degli Stati Uniti d'America
Il XXVII emendamento della Costituzione degli Stati Uniti d'America (Emendamento XXVII, noto anche come Legge sulla Remunerazione del Congresso del 1789) stabilisce che qualsiasi legge che aumenti o diminuisca lo stipendio dei membri del Congresso può entrare in vigore solo dopo le successive elezioni della Camera dei Rappresentanti. È l'emendamento adottato più di recente, ma è stato uno dei primi proposti.
Il 1º Congresso sottopose l'emendamento alla ratifica degli Stati il 25 settembre 1789, insieme ad altri 11 emendamenti proposti (Articoli I-XII). Gli ultimi dieci articoli furono ratificati nel 1791 e divennero la Carta dei Diritti, ma i primi due, il Ventisettesimo Emendamento e la proposta di Emendamento sulla ripartizione del Congresso, non furono ratificati da un numero sufficiente di Stati per entrare in vigore con gli stessi.
La proposta di emendamento sulle retribuzioni del Congresso è stata in gran parte dimenticata fino al 1982, quando Gregory Watson, uno studente diciannovenne dell'Università del Texas ad Austin, scrisse una relazione per un corso di governo in cui sosteneva che l'emendamento poteva ancora essere ratificato. In seguito lanciò una campagna nazionale per completare la ratifica. Alla fine l'emendamento è entrato a far parte della Costituzione degli Stati Uniti, con effetto dal 5 maggio 1992, completando un periodo di ratifica da record di 202 anni, 7 mesi e 10 giorni, battendo il precedente record stabilito dal XXII emendamento di 3 anni e 343 giorni.
L'idea alla base di questo emendamento è di ridurre la corruzione nel ramo legislativo richiedendo un'elezione prima che l'aumento di stipendio di un deputato abbia effetto. I cittadini possono così rimuovere i membri del Congresso dal loro incarico prima che il loro stipendio aumenti. Non è chiaro se l'emendamento abbia prodotto un cambiamento nel comportamento del Congresso.

## Testo
Nessuna legge che modifichi il compenso per i servizi dei Senatori e dei Rappresentanti avrà effetto finché non sia intervenuta l'elezione dei Rappresentanti.

## Contesto storico
Diversi Stati sollevarono la questione degli stipendi del Congresso durante il dibattito sulla ratifica della Costituzione.
La convenzione di ratifica della Carolina del Nord propose diversi emendamenti alla Costituzione, tra cui il seguente: “Le leggi che stabiliscono il compenso dei senatori e dei rappresentanti, per i loro servizi, saranno rinviate nella loro applicazione fino a dopo l'elezione dei rappresentanti immediatamente successiva alla loro approvazione; ad eccezione di quelle che saranno prima approvate in materia”. La convenzione di ratifica della Virginia raccomandò un emendamento identico.
La dichiarazione di ratifica di New York era accompagnata da una proposta di emendamento simile: "Che il compenso dei Senatori e dei Rappresentanti sia stabilito da una legge permanente e che nessuna modifica dell'attuale percentuale di compenso operi a beneficio dei Rappresentanti fino a quando non si sarà tenuta una successiva elezione".

### Proposta del Congresso
Questo emendamento era una delle diverse proposte di modifica della Costituzione che il rappresentante James Madison della Virginia introdusse alla Camera dei Rappresentanti l'8 giugno 1789. L'intento originario di Madison era quello di aggiungere alla fine dell'Articolo I, Sezione 6, la Clausola 1 della Costituzione: “I Senatori e i Rappresentanti riceveranno un compenso per i loro servizi, che sarà stabilito per legge e pagato dal Tesoro degli Stati Uniti”. Questa e le altre proposte di Madison furono sottoposte a una commissione composta da un rappresentante per ogni Stato. Dopo essere uscita dalla commissione, l'intera Camera discusse la questione e, il 24 agosto 1789, approvò questo e altri 16 articoli di emendamento. Le proposte passarono poi al Senato, che apportò 26 modifiche sostanziali. Il 9 settembre 1789, il Senato approvò un pacchetto ridotto e consolidato di 12 articoli di emendamento.
Il 21 settembre 1789 si riunì una commissione di conferenza Camera-Senato per risolvere le numerose differenze tra le proposte di Carta dei diritti della Camera e del Senato. Il 24 settembre 1789, la commissione pubblicò il suo rapporto, che definiva 12 proposte di emendamento da sottoporre all'esame della Camera e del Senato. Il giorno stesso la Camera accettò il rapporto della conferenza e il Senato lo approvò il giorno successivo.
Quello che sarebbe diventato il Ventisettesimo Emendamento era il secondo tra le 12 proposte inviate il 25 settembre 1789 agli Stati per la loro considerazione. Dieci di queste, dal numero 3 al 12, furono ratificate 27 mesi dopo e sono note come Carta dei diritti. La proposta rimanente, l'Emendamento sulla ripartizione del Congresso, non fu ratificata da un numero sufficiente di Stati per diventare parte della Costituzione.
L'articolo sulla compensazione del Congresso fu inizialmente ratificato da sette Stati nel 1792, tra cui il Kentucky, ma non fu ratificato da un altro Stato per ottant'anni. L'Assemblea generale dell'Ohio lo ratificò il 6 maggio 1873, per protestare contro un impopolare aumento di stipendio del Congresso. Un secolo dopo, il 6 marzo 1978, anche la legislatura del Wyoming ratificò l'articolo.

### Rinnovato interesse
Questa proposta di emendamento fu in gran parte dimenticata fino a quando Gregory Watson, uno studente universitario dell'Università del Texas ad Austin, ha scritto un saggio sull'argomento nel 1982 per un corso di scienze politiche. Nel lavoro, Watson sostenne che l'emendamento era ancora "vivo" e poteva essere ratificato. Watson ricevette un voto “C” per il suo articolo da uno degli assistenti didattici del corso. Watson si appellò al docente del corso, Sharon Waite, che rifiutò di scavalcare l'assistente didattico. Waite ha dichiarato: “Ho dato un'occhiata, ma non ho visto nulla di particolarmente eccezionale e ho pensato che la C fosse probabilmente giusta”. Watson ha risposto iniziando una nuova spinta per la ratifica con una campagna di lettere alle legislature statali.
In Dillon v. Gloss, la Corte Suprema ha osservato che "la ratifica [di una proposta di emendamento costituzionale] deve avvenire entro un periodo di tempo ragionevole dalla proposta" e ha suggerito che era "abbastanza insostenibile" considerare gli emendamenti proposti nel 1789, 1810 e 1861 come ancora esistenti.
Ma nella causa Coleman v. Miller, la Corte ha stabilito che la validità delle ratifiche statali di un emendamento costituzionale è una questione politica, e quindi non è propriamente assegnata al potere giudiziario. La Corte ha inoltre stabilito che, in quanto questione politica, spetta al Congresso stabilire se un emendamento senza limiti di tempo per la ratifica sia ancora valido dopo molto tempo, sulla base delle “condizioni politiche, sociali ed economiche che hanno prevalso nel periodo successivo alla presentazione dell'emendamento”.
Watson utilizzò 6.000 dollari di tasca propria per sponsorizzare il suo impegno a livello nazionale. Quando Watson iniziò la sua campagna all'inizio del 1982, era a conoscenza della ratifica da parte di soli sei Stati e credeva erroneamente che l'approvazione della Virginia nel 1791 fosse l'ultima azione intrapresa da uno Stato. Nel 1983 scoprì che l'Ohio aveva approvato l'emendamento nel 1873 come mezzo di protesta contro il Salary Grab Act (Legge sull'appropriazione delle spese legislative) e nel 1984 apprese che il Wyoming aveva fatto lo stesso nel 1978, come protesta contro l'aumento di stipendio del Congresso del 1977.  Watson non seppe fino al 1997, ben dopo l'adozione dell'emendamento, che il Kentucky aveva ratificato l'emendamento nel 1792. Nemmeno gli stessi legislatori del Kentucky si erano resi conto del desiderio di Watson di ottenere un'estensione a 50 Stati; l'Assemblea Generale del Kentucky aveva poi ratificato l'emendamento nel 1996, (Risoluzione congiunta del Senato n. 50), su richiesta di Watson, ignaro del fatto che il compito era già stato assolto 204 anni prima.
Nell'aprile 1983 il Maine divenne il primo Stato a ratificare l'emendamento grazie alla campagna di Watson, seguito dal Colorado nell'aprile 1984. Numerose legislature statali seguirono l'esempio, alcune delle quali riaffermarono l'emendamento nonostante l'avessero già affermato secoli prima. Il Michigan e il New Jersey si affrettarono a essere il 38º Stato a ratificare l'emendamento, ma il Michigan fu più veloce, ratificando l'emendamento il 7 maggio 1992, con conseguente certificazione dell'emendamento. Il New Jersey ratificò comunque l'emendamento, ribaltando il suo rifiuto di secoli prima.
Nel 2016 Zach Elkins, professore del Dipartimento di Governo dell'Università del Texas a Austin, si interessò alla storia di Watson e iniziò a documentarne le origini. Ha rintracciato Sharon Waite, che aveva lasciato il mondo accademico negli anni '80 per lavorare nell'azienda agrumicola di famiglia. Elkins suggerì a Waite di cambiare il voto di Watson. Nel 2017 Elkins presentò un modulo per la modifica del voto con la firma di Waite e la modifica del voto in A+. In un'intervista, Waite dichiarò: "Santo cielo, ha certamente dimostrato di saper lavorare sulla Costituzione e sul suo significato e di essere politicamente attivo, [...] quindi, sì, penso che meriti una A dopo questo sforzo A+!". A+ non è un voto valido alla UT, quindi il voto di Watson potrebbe essere stato cambiato in una A, sebbene Elkins abbia esortato l'ufficiale di stato civile a lasciarlo come l'unica A+ mai registrata all'Università del Texas. Nello stesso anno, la legislatura del Texas approvò una risoluzione di congratulazioni in risposta al riuscito cambio di voto di Watson e alla sua partecipazione politica complessiva.

## Ratifica da parte degli Stati
Emendamento ratificato, 1789–1792
     Emendamento ratificato, 1873
     Emendamento ratificato, 1978–1991
     Emendamento ratificato, Maggio 19921
     Ratificato dopo la promulgazione, dal 1992 ad oggi.
     Ratificato due volte (NC: 1789 e 1989; KY: 1792 e 1996)
     Non ha ratificato l'emendamento

Emendamento ratificato, 1789–1792
Emendamento ratificato, 1873
Emendamento ratificato, 1978–1991
Emendamento ratificato, Maggio 1992^{1}
Ratificato dopo la promulgazione, dal 1992 ad oggi.
Ratificato due volte (NC: 1789 e 1989; KY: 1792 e 1996)
Non ha ratificato l'emendamento
^{1}L'Archivista non certificò l'emendamento fino al 18 maggio 1992, con 40 Stati elencati come ratificatori dell'emendamento. La ratifica del Kentucky del 1792, allora sconosciuta, avrebbe portato a 41 gli Stati che avevano ratificato al momento della certificazione, tre in più dei 38 necessari per una maggioranza di tre quarti.

I seguenti Stati hanno ratificato il Ventisettesimo Emendamento:
1. Maryland – 19 dicembre 1789
2. Carolina del Nord – 22 dicembre 1789 (riconfermata il 4 luglio 1989)[31]
3. Carolina del Sud – 19 gennaio 1790
4. Delaware – 28 gennaio 1790
5. Vermont – 3 novembre 1791
6. Virginia – 15 dicembre 1791
7. Kentucky – 27 giugno 1792[32] (riconfermata il 21 marzo 1996)
8. Ohio – 6 maggio 1873
9. Wyoming – 6 marzo 1978
10. Maine – 27 aprile 1983
11. Colorado – 22 aprile 1984
12. Dakota del Sud – 21 febbraio 1985
13. New Hampshire – 7 marzo 1985 (dopo la bocciatura del 26 gennaio 1790)[33]
14. Arizona – 3 aprile 1985
15. Tennessee – 28 maggio 1985
16. Oklahoma – 1 luglio 1985
17. Nuovo Messico – 14 febbraio 1986
18. Indiana – 24 febbraio 1986
19. Utah – 25 febbraio 1986
20. Arkansas – 13 marzo 1987
21. Montana – 17 marzo 1987
22. Connecticut – 13 maggio 1987
23. Wisconsin – 15 luglio 1987
24. Georgia – 2 febbraio 1988
25. Virginia Occidentale – 10 marzo 1988
26. Louisiana – 7 luglio 1988
27. Iowa – 9 febbraio 1989
28. Idaho – 23 marzo 1989
29. Nevada – 26 aprile 1989
30. Alaska – 6 maggio 1989
31. Oregon – 19 maggio 1989
32. Minnesota – 22 maggio 1989
33. Texas – 25 maggio 1989
34. Kansas – 5 aprile 1990
35. Florida – 31 maggio 1990
36. Dakota del Nord – 25 marzo 1991
37. Missouri – 5 maggio 1992
38. Alabama – 5 maggio 1992
39. Michigan – 7 maggio 1992

Il 18 maggio 1992, l'Archivista degli Stati Uniti, Don W. Wilson, certificò che la ratifica dell'emendamento era stata completata. Si pensava che il Michigan, con la ratifica del 7 maggio 1992, fosse il 38° Stato, ma in seguito si è scoperto che l'Assemblea generale del Kentucky aveva ratificato l'emendamento durante il primo mese di vita dello Stato, rendendo l'Alabama, che aveva agito dopo il Missouri il 5 maggio 1992, lo Stato che aveva completato l'aggiunta dell'emendamento alla Costituzione.
L'emendamento fu poi ratificato da:
1. New Jersey – 7 maggio 1992 (Dopo la bocciatura del 20 novembre 1789)[33]
2. Illinois – 12 maggio 1992
3. California – 26 giugno 1992
4. Rhode Island – 10 giugno 1993[37] (Dopo la bocciatura del 7 giugno 1790)[33]
5. Hawaii – 29 aprile 1994[37]
6. Washington – 6 aprile 1995[37]
7. Nebraska – 1 aprile 2016[38]

Quattro Stati non hanno ratificato il Ventisettesimo Emendamento: Massachusetts, Mississippi, New York e Pennsylvania.

### Dichiarazione di ratifica
Il 19 maggio 1992, il certificato di ratifica del Ventisettesimo Emendamento, firmato dall'Archivista degli Stati Uniti, Don W. Wilson, il 18 maggio 1992, è stato stampato e pubblicato nel Registro federale.

Nel certificare che l'emendamento era stato debitamente ratificato, l'Archivista degli Stati Uniti aveva agito in base all'autorità statutaria concessa al suo ufficio dal Congresso ai sensi del 1 U.S.C. § 106b, che recita:
La reazione del Congresso fu netta. Il senatore Robert Byrd della Virginia Occidentale rimproverò Wilson per aver certificato l'emendamento senza l'approvazione del Congresso. Pur sostenendo l'accettazione dell'emendamento da parte del Congresso, Byrd sostenne che Wilson si era discostato dalla “tradizione storica” non aspettando che il Congresso valutasse la validità della ratifica, dato il tempo estremamente lungo trascorso dalla proposta dell'emendamento.  Lo Speaker della Camera Tom Foley e altri chiesero di impugnare la ratifica per via legale.
Il 20 maggio 1992, in virtù dell'autorità riconosciuta da Coleman e in linea con il precedente stabilito dalla ratifica del XIV emendamento, ogni camera del 102º Congresso approvò la propria versione di una risoluzione concomitante che concordava sulla validità della ratifica dell'emendamento, nonostante gli oltre 202 anni necessari per il compito. L'approvazione della risoluzione da parte del Senato fu unanime (99 a 0), mentre il voto della Camera fu di 414 a 3.

## Problemi legali

### Adeguamenti del costo della vita
Gli adeguamenti al costo della vita del Congresso (COLA) sono stati confermati contro le contestazioni legali basate su questo emendamento. Nella causa Boehner v. Anderson, la Corte d'Appello degli Stati Uniti per il Circuito del Distretto di Columbia ha stabilito che il Ventisettesimo Emendamento non influisce sulle COLA annuali. Nella causa Schaffer v. Clinton, la Corte d'Appello degli Stati Uniti per il Decimo Circuito ha stabilito che ricevere tale COLA non conferisce ai membri del Congresso la legittimazione ad impugnarlo in un tribunale federale; la Corte Suprema non ha esaminato nessuno dei due casi e quindi non si è mai pronunciata sull'effetto di questo emendamento sui COLA.

### Niente bilancio, niente leggi sulla retribuzione
Il No Budget, No Pay Act (Nessun budget, nessuna legge sulla retribuzione) è stato proposto nel 2012 e di nuovo nel 2013 per evitare che i legislatori venissero pagati durante la chiusura del governo. La legge ha ricevuto un limitato sostegno bipartisan, ma è stata sollevata la preoccupazione che violasse il ventisettesimo emendamento, secondo il quale il Congresso non può “variare” il compenso dei suoi membri fino alle elezioni successive. Il disegno di legge non è passato e la Corte Suprema non si è occupata della sua costituzionalità.